# Percnostola rufifrons
A Percnostola rufifrons a madarak osztályának verébalakúak (Passeriformes) rendjébe és a hangyászmadárfélék (Thamnophilidae) családjába tartozó faj.

## Rendszerezése
A fajt Johann Friedrich Gmelin német természettudós írta le  1789-ben, a Turdus nembe Turdus rufifrons néven.

## Alfajai
- Percnostola rufifrons jensoni A. P. Capparella, G. H. Rosenberg & Cardiff, 1997
- Percnostola rufifrons minor Pelzeln, 1868
- Percnostola rufifrons rufifrons (Gmelin, 1789)
- Percnostola rufifrons subcristata Hellmayr, 1908

## Előfordulása
Dél-Amerika északi részén, Brazília, Francia Guyana, Guyana, Kolumbia, Suriname és Venezuela területén honos. 
Természetes élőhelyei a szubtrópusi vagy trópusi síkvidéki esőerdők, mangroveerdők, mocsári erdők, száraz erdők és szavannák. Állandó, nem vonuló faj.

## Megjelenése
Testhossza 13–15,5 centiméter, testtömege 21–32 gramm.

## Életmódja
Rovarokkal és más ízeltlábúak táplálkozik, alkalmanként kisebb hüllőket és gyümölcsöket is fogyaszt.

## Természetvédelmi helyzete
Az elterjedési területe rendkívül nagy, egyedszáma pedig stabil. A Természetvédelmi Világszövetség Vörös listáján nem fenyegetett fajként szerepel.

## Külső hivatkozások
- Képek az interneten a fajról
- Xeno-canto.org - a faj hangja és elterjedési területe